# Midnight man (René Froger)
Midnight man is het derde studioalbum van René Froger. Het is zijn eerste album dat door Dino Music werd uitgegeven. Het verscheen in 1990 in de winkels. De muziek werd in Studio '88 geproduceerd door John van Katwijk, die tevens meeschreef aan de liedjes "Just say hello" en "Nobody else". Van het album werden meer dan 100.000 exemplaren verkocht waardoor het bekroond werd met een platina status en er zijn drie singles van afkomstig, te weten "Just say hello", "Nobody else" en "The love of the year". Het album werd ook in Zuid-Afrika uitgebracht.

## Tracklist
1. "Just say hello"
2. "I don't wanna live without your love"
3. "Nobody else"
4. "Looks like I'm losing you"
5. "Old motown music (radio, radio)"
6. "The love of the year"
7. "Am I dreaming"
8. "If you leave me now"
9. "How will I survive"
10. "I almost believed in you"
11. "I'm a fool to want you"
12. "All I have is my music"

## Hitnotering

### Midnight Man (album)
| Hitnotering: 03-11-1990 t/m 11-02-1991 23-03-1991 t/m 01-06-1991 | Hitnotering: 03-11-1990 t/m 11-02-1991 23-03-1991 t/m 01-06-1991 | Hitnotering: 03-11-1990 t/m 11-02-1991 23-03-1991 t/m 01-06-1991 | Hitnotering: 03-11-1990 t/m 11-02-1991 23-03-1991 t/m 01-06-1991 | Hitnotering: 03-11-1990 t/m 11-02-1991 23-03-1991 t/m 01-06-1991 | Hitnotering: 03-11-1990 t/m 11-02-1991 23-03-1991 t/m 01-06-1991 | Hitnotering: 03-11-1990 t/m 11-02-1991 23-03-1991 t/m 01-06-1991 | Hitnotering: 03-11-1990 t/m 11-02-1991 23-03-1991 t/m 01-06-1991 | Hitnotering: 03-11-1990 t/m 11-02-1991 23-03-1991 t/m 01-06-1991 | Hitnotering: 03-11-1990 t/m 11-02-1991 23-03-1991 t/m 01-06-1991 | Hitnotering: 03-11-1990 t/m 11-02-1991 23-03-1991 t/m 01-06-1991 | Hitnotering: 03-11-1990 t/m 11-02-1991 23-03-1991 t/m 01-06-1991 | Hitnotering: 03-11-1990 t/m 11-02-1991 23-03-1991 t/m 01-06-1991 | Hitnotering: 03-11-1990 t/m 11-02-1991 23-03-1991 t/m 01-06-1991 | Hitnotering: 03-11-1990 t/m 11-02-1991 23-03-1991 t/m 01-06-1991 | Hitnotering: 03-11-1990 t/m 11-02-1991 23-03-1991 t/m 01-06-1991 | Hitnotering: 03-11-1990 t/m 11-02-1991 23-03-1991 t/m 01-06-1991 | Hitnotering: 03-11-1990 t/m 11-02-1991 23-03-1991 t/m 01-06-1991 | Hitnotering: 03-11-1990 t/m 11-02-1991 23-03-1991 t/m 01-06-1991 | Hitnotering: 03-11-1990 t/m 11-02-1991 23-03-1991 t/m 01-06-1991 | Hitnotering: 03-11-1990 t/m 11-02-1991 23-03-1991 t/m 01-06-1991 | Hitnotering: 03-11-1990 t/m 11-02-1991 23-03-1991 t/m 01-06-1991 | Hitnotering: 03-11-1990 t/m 11-02-1991 23-03-1991 t/m 01-06-1991 | Hitnotering: 03-11-1990 t/m 11-02-1991 23-03-1991 t/m 01-06-1991 | Hitnotering: 03-11-1990 t/m 11-02-1991 23-03-1991 t/m 01-06-1991 | Hitnotering: 03-11-1990 t/m 11-02-1991 23-03-1991 t/m 01-06-1991 | Hitnotering: 03-11-1990 t/m 11-02-1991 23-03-1991 t/m 01-06-1991 | Hitnotering: 03-11-1990 t/m 11-02-1991 23-03-1991 t/m 01-06-1991 | Hitnotering: 03-11-1990 t/m 11-02-1991 23-03-1991 t/m 01-06-1991 |
| Week                                                             | 1                                                                | 2                                                                | 3                                                                | 4                                                                | 5                                                                | 6                                                                | 7                                                                | 8                                                                | 9                                                                | 10                                                               | 11                                                               | 12                                                               | 13                                                               | 14                                                               | 15                                                               |                                                                  | 16                                                               | 17                                                               | 18                                                               | 19                                                               | 20                                                               | 21                                                               | 22                                                               | 23                                                               | 24                                                               | 25                                                               | 26                                                               |                                                                  |
| ---------------------------------------------------------------- | ---------------------------------------------------------------- | ---------------------------------------------------------------- | ---------------------------------------------------------------- | ---------------------------------------------------------------- | ---------------------------------------------------------------- | ---------------------------------------------------------------- | ---------------------------------------------------------------- | ---------------------------------------------------------------- | ---------------------------------------------------------------- | ---------------------------------------------------------------- | ---------------------------------------------------------------- | ---------------------------------------------------------------- | ---------------------------------------------------------------- | ---------------------------------------------------------------- | ---------------------------------------------------------------- | ---------------------------------------------------------------- | ---------------------------------------------------------------- | ---------------------------------------------------------------- | ---------------------------------------------------------------- | ---------------------------------------------------------------- | ---------------------------------------------------------------- | ---------------------------------------------------------------- | ---------------------------------------------------------------- | ---------------------------------------------------------------- | ---------------------------------------------------------------- | ---------------------------------------------------------------- | ---------------------------------------------------------------- | ---------------------------------------------------------------- |
| Nummer                                                           | 92                                                               | 48                                                               | 34                                                               | 26                                                               | 24                                                               | 25                                                               | 31                                                               | 33                                                               | 36                                                               | 42                                                               | 51                                                               | 65                                                               | 69                                                               | 73                                                               | 81                                                               | uit                                                              | 88                                                               | 75                                                               | 62                                                               | 52                                                               | 46                                                               | 45                                                               | 42                                                               | 47                                                               | 53                                                               | 67                                                               | 98                                                               | uit                                                              |

### Just Say Hello (single)
| Hitnotering: 06-10-1990 t/m 15-12-1990 | Hitnotering: 06-10-1990 t/m 15-12-1990 | Hitnotering: 06-10-1990 t/m 15-12-1990 | Hitnotering: 06-10-1990 t/m 15-12-1990 | Hitnotering: 06-10-1990 t/m 15-12-1990 | Hitnotering: 06-10-1990 t/m 15-12-1990 | Hitnotering: 06-10-1990 t/m 15-12-1990 | Hitnotering: 06-10-1990 t/m 15-12-1990 | Hitnotering: 06-10-1990 t/m 15-12-1990 | Hitnotering: 06-10-1990 t/m 15-12-1990 | Hitnotering: 06-10-1990 t/m 15-12-1990 | Hitnotering: 06-10-1990 t/m 15-12-1990 | Hitnotering: 06-10-1990 t/m 15-12-1990 |
| Week                                   | 1                                      | 2                                      | 3                                      | 4                                      | 5                                      | 6                                      | 7                                      | 8                                      | 9                                      | 10                                     | 11                                     |                                        |
| -------------------------------------- | -------------------------------------- | -------------------------------------- | -------------------------------------- | -------------------------------------- | -------------------------------------- | -------------------------------------- | -------------------------------------- | -------------------------------------- | -------------------------------------- | -------------------------------------- | -------------------------------------- | -------------------------------------- |
| Nummer                                 | 50                                     | 29                                     | 19                                     | 13                                     | 9                                      | 7                                      | 10                                     | 18                                     | 36                                     | 66                                     | 90                                     | uit                                    |

### The Love Of The Year (single)
| Hitnotering: 08-12-1990 t/m 02-02-1991 | Hitnotering: 08-12-1990 t/m 02-02-1991 | Hitnotering: 08-12-1990 t/m 02-02-1991 | Hitnotering: 08-12-1990 t/m 02-02-1991 | Hitnotering: 08-12-1990 t/m 02-02-1991 | Hitnotering: 08-12-1990 t/m 02-02-1991 | Hitnotering: 08-12-1990 t/m 02-02-1991 | Hitnotering: 08-12-1990 t/m 02-02-1991 | Hitnotering: 08-12-1990 t/m 02-02-1991 | Hitnotering: 08-12-1990 t/m 02-02-1991 |
| Week                                   | 1                                      | 2                                      | 3                                      | 4                                      | 5                                      | 6                                      | 7                                      | 8                                      |                                        |
| -------------------------------------- | -------------------------------------- | -------------------------------------- | -------------------------------------- | -------------------------------------- | -------------------------------------- | -------------------------------------- | -------------------------------------- | -------------------------------------- | -------------------------------------- |
| Nummer                                 | 95                                     | 67                                     | 46                                     | 35                                     | 32                                     | 28                                     | 42                                     | 71                                     | uit                                    |

### Nobody Else (single)
| Hitnotering: 09-03-1991 t/m 01-06-1991 | Hitnotering: 09-03-1991 t/m 01-06-1991 | Hitnotering: 09-03-1991 t/m 01-06-1991 | Hitnotering: 09-03-1991 t/m 01-06-1991 | Hitnotering: 09-03-1991 t/m 01-06-1991 | Hitnotering: 09-03-1991 t/m 01-06-1991 | Hitnotering: 09-03-1991 t/m 01-06-1991 | Hitnotering: 09-03-1991 t/m 01-06-1991 | Hitnotering: 09-03-1991 t/m 01-06-1991 | Hitnotering: 09-03-1991 t/m 01-06-1991 | Hitnotering: 09-03-1991 t/m 01-06-1991 | Hitnotering: 09-03-1991 t/m 01-06-1991 | Hitnotering: 09-03-1991 t/m 01-06-1991 | Hitnotering: 09-03-1991 t/m 01-06-1991 | Hitnotering: 09-03-1991 t/m 01-06-1991 |
| Week                                   | 1                                      | 2                                      | 3                                      | 4                                      | 5                                      | 6                                      | 7                                      | 8                                      | 9                                      | 10                                     | 11                                     | 12                                     | 13                                     |                                        |
| -------------------------------------- | -------------------------------------- | -------------------------------------- | -------------------------------------- | -------------------------------------- | -------------------------------------- | -------------------------------------- | -------------------------------------- | -------------------------------------- | -------------------------------------- | -------------------------------------- | -------------------------------------- | -------------------------------------- | -------------------------------------- | -------------------------------------- |
| Nummer                                 | 98                                     | 61                                     | 43                                     | 26                                     | 19                                     | 13                                     | 11                                     | 13                                     | 17                                     | 28                                     | 40                                     | 69                                     | 99                                     | uit                                    |